# 岩見香枝
岩見 香枝（いわみ かえ、1993年2月11日 - ）は、静岡県沼津市出身の元女子プロ野球選手、指導者、監督。現在は埼玉西武ライオンズ・レディースのコーチ、高校教員および女子野球部の監督である。

## 経歴
地元の原イーストジュニア、伊豆市リトルシニアを経て、埼玉栄高等学校女子野球部に入部する。
2015年埼玉アストライアに入団し、シーズン途中に京都フローラへ移籍。
2017年にアストライアへ復帰。
2019年愛知ディオーネに移籍。同年11月1日、今季限りで女子プロ野球リーグを退団することが発表された。
2020年埼玉西武ライオンズ・レディースへ加入した。また、静清高等学校保健体育科教員として着任。
2022年、同高校の女子野球部初代監督に就任。
数々のファインプレーで知られ、日本代表として2023年から2024年にかけて開催された第9回ワールドカップでも7連覇に貢献したが、5月に右肘を痛めてから感覚が戻らないと感じたこともあり、2024年限りでの現役引退を発表した。翌2025年からコーチに就任 (背番号は継続)。

## 人物
菊池涼介（広島東洋カープ）とは、女子プロ時代から菊池の自主トレに参加する仲である。

## 詳細情報

### 年度別打撃成績
| 年 度     | 球 団                  | 試 合 | 打 席 | 打 数 | 得 点 | 安 打 | 二 塁 打 | 三 塁 打 | 本 塁 打 | 塁 打 | 打 点 | 盗 塁 | 盗 塁 死 | 犠 打 | 犠 飛 | 四 球 | 敬 遠 | 死 球 | 三 振 | 併 殺 打 | 打 率 | 出 塁 率 | 長 打 率 | O P S |
| --------- | ---------------------- | ----- | ----- | ----- | ----- | ----- | -------- | -------- | -------- | ----- | ----- | ----- | -------- | ----- | ----- | ----- | ----- | ----- | ----- | -------- | ----- | -------- | -------- | ----- |
| 2015      | アストライア /フローラ | 41    | 101   | 89    | 8     | 26    | 3        | 0        | 0        | 29    | 10    | 2     | 0        | 10    | 0     | 2     | -     | 0     | 8     | 1        | .292  | .308     | .326     | .634  |
| 2016      | フローラ               | 36    | 112   | 96    | 16    | 29    | 9        | 1        | 0        | 40    | 14    | 1     | 1        | 7     | 0     | 5     | -     | 4     | 11    | 0        | .302  | .362     | .417     | .779  |
| 2017      | アストライア           | 45    | 152   | 131   | 19    | 32    | 12       | 0        | 0        | 44    | 18    | 5     | 0        | 10    | 0     | 10    | -     | 1     | 10    | 2        | .244  | .303     | .336     | .639  |
| 2018      | アストライア           | 38    | 119   | 106   | 10    | 31    | 8        | 0        | 0        | 55    | 15    | 0     | 1        | 5     | 1     | 7     | -     | 0     | 6     | 1        | .292  | .333     | .368     | .701  |
| 2019      | ディオーネ             | 63    | 207   | 179   | 18    | 43    | 10       | 1        | 0        | 55    | 15    | 6     | 1        | 11    | 2     | 11    | -     | 4     | 15    | 5        | .240  | .296     | .307     | .603  |
| JWBL：5年 | JWBL：5年              | 223   | 691   | 601   | 71    | 161   | 42       | 2        | 0        | 207   | 72    | 14    | 3        | 43    | 3     | 35    | -     | 9     | 50    | 9        | .268  | .316     | .344     | .660  |

- 「-」は記録なし。

### 記録
- 初出場：2015年4月4日、対兵庫ディオーネ戦、6回裏に中堅手で出場
- 初安打：2015年4月12日、対京都フローラ戦、7回裏に植村美奈子から遊撃内野安打

### 背番号
- 10 （2015年 - 2018年）
- 2 （2019年）
- 33 （2020年 - 2024年）
- 4 （2023年 - 2024年、日本代表）

### 代表歴
- 第3回 BFA女子野球アジアカップ（2023年）
- 2024 WBSC女子野球ワールドカップ（2023-24年）